# Papió comú
El papió comú (Papio cynocephalus) o babuí groc és una espècie de papió, un primat catarrí de la família dels Micos del Vell Món de l'Àfrica occidental. Habita la sabana i els boscos de l'est d'Àfrica, de Kenya i Tanzània a Zimbàbue i Botswana.